# 高力 (幸田町)
高力（こうりき）は、愛知県額田郡幸田町の大字。

## 地理
幸田町の北部に位置する。小字を持つが、丁目は持たない。字として明治・大正・昭和・平成という4元号が並んで所在していることで、メディアに紹介されることがある。幸田町役場は、字明治・字大正の命名については資料が残っていないので、命名についての詳細は不明であるとしている。

### 河川
- 相見川

### 小字
| - 字稲場（いなば） - 字大杭（おおぐい） - 字沖原（おきはら） - 字大邸（おやしき） - 字柿田（かきだ） - 字蒲原（がまはら） - 字神守（かみもり） - 字神山（かみやま） - 字熊谷（くまがい） - 字越丸（こしまる） - 字四十五間（しじゅうごけん） - 字昭和（しょうわ） | - 字清地（せいじ） - 字大正（たいしょう） - 字高崎（たかさき） - 字為永（ためなが） - 字西崎（にしがさき） - 字馬頭（ばとう） - 字広野（ひろの） - 字広面（ひろめん） - 字仏山（ほとけやま） - 字明治（めいじ） - 字平成（へいせい） |

#### 明治15年当時の字
『愛知県地名収覧』441頁による。
| - 石原（いしはら） - 稲場（いなば） - 大屋敷（おおやしき） - 沖ノ原（おきはら） - 柿ノ木田（かききた） - 金屋渕（かなやぶち） - 蒲原（がまはら） - 神山（かみやま） - 北西ケ碕（きたにしさき） - 熊谷（くまかい） - 越丸（こしまる） - 五反田（ごたんだ） - 小山（こやま） | - 三反田（さんだんだ） - 四十五間（ししうごけん） - 下五反田（しもごたんだ） - 新川（しんかは） - 新田（しんでん） - 新畑（しんばた） - 新道（しんみち） - 清地（せいぢ） - 高碕（たかさき） - 竹ノ下（たけのした） - 為長（ためなか） - 西浦（にしうら） | - 西ヶ碕（にしさき） - 畑合（はたあい） - 廣野（ひろの） - 廣面（ひろも） - 深田（ふかだ） - 佛山（ほとけやま） - 宮西（みやにし） - 馬頭（むまのかしら） - 守（もり） - 家下（やした） - 薮下（やぶした） - 山ノ入（やまのいり） - 柚ノ木（ゆき） - 大杭（ををぐい） |

## 歴史

### 沿革
額田郡高力村を前身とする。
- 1889年（明治22年） - 合併に伴い、額田郡相見村大字高力となる[3]。
- 1906年（明治39年） - 合併に伴い、額田郡広田村大字高力となる[3]。
- 1908年（明治41年） - 合併に伴い、額田郡幸田村大字高力となる[3]。
- 1909年（明治42年） - 当地において耕地整理事業が開始され、1914年（大正3年）に事業の完成をみた[3]。
- 1951年（昭和26年） - 幸田町立研究農場が同町大字大草字稲場から移転する[3]。
- 1964年（昭和39年） - 幸田町立研究農場閉鎖[3]。同所の跡地については、町営神山住宅として造成されることになった[3]。
- 1972年（昭和47年） - 愛知県立幸田高等学校が設置される[3]。また、字昭和が設置された[WEB 5]。
- 1997年（平成9年） - 土地改良事業の完了に伴い、字平成が設置された[WEB 5]。字平成の命名については、町議会の満場一致の賛成があったとされる[WEB 7]。

## 世帯数と人口
2015年（平成27年）10月1日現在の世帯数と人口は以下の通りである。
| 大字 | 世帯数  | 人口  |
| ---- | ------- | ----- |
| 高力 | 323世帯 | 926人 |

### 人口の変遷
| 1838年（天保9年）  | 320人   | （御役所控記録帳） | [ 3 ]      |  |
| 1879年（明治12年） | 324人   | （『額田郡誌』）   | [ 3 ]      |  |
| 1975年（昭和50年） | 841人   |                    | [ 3 ]      |  |
| 1995年（平成7年）  | 979人   | （国勢調査）       | [ WEB 8 ]  |  |
| 2000年（平成12年） | 998人   | （国勢調査）       | [ WEB 9 ]  |  |
| 2005年（平成17年） | 974人   | （国勢調査）       | [ WEB 10 ] |  |
| 2010年（平成22年） | 1,017人 | （国勢調査）       | [ WEB 11 ] |  |
| 2015年（平成27年） | 926人   | （国勢調査）       | [ WEB 2 ]  |  |

## 小・中学校の学区
市立小・中学校に通う場合、学区は以下の通りとなる。
| 番・番地等 | 小学校             | 中学校             |
| ---------- | ------------------ | ------------------ |
| 全域       | 幸田町立幸田小学校 | 幸田町立北部中学校 |

## 交通
- 国道248号
- 愛知県道78号安城幸田線
- 愛知県道483号岡崎幸田線

## 施設
- 愛知県立幸田高等学校[1]
- 真宗大谷派山泉寺[1]
- 神明宮[1]
- 高力住民広場
- 神山住宅公園

## その他

### 日本郵便
- 郵便番号 : 444-0111[WEB 3]（集配局：幸田郵便局[WEB 13]）。

### WEB
1. ↑  “愛知県額田郡幸田町の字一覧”.   人口統計ラボ. 2019年6月13日閲覧。
2. 1 2 3  総務省統計局 (2017年1月27日). “平成27年国勢調査の調査結果(e-Stat) - 男女別人口及び世帯数 －町丁・字等” (CSV). 2019年4月25日閲覧。
3. 1 2  “郵便番号”.  日本郵便. 2019年6月10日閲覧。
4. ↑  “市外局番の一覧”.   総務省. 2019年6月10日閲覧。
5. 1 2 3  “「令和」もさっそく小字に？　明治・大正・昭和・平成がある町に聞いてみた” (2019年4月1日). 2019年4月25日閲覧。
6. ↑  “愛知県幸田町「令和」誕生は 明治から平成まで元号地名に” (2019年4月3日). 2019年4月25日閲覧。
7. ↑  “愛知県幸田町「令和」誕生は 明治から平成まで元号地名に” (2019年4月3日). 2019年4月25日閲覧。
8. ↑  総務省統計局 (2014年3月28日). “平成7年国勢調査の調査結果(e-Stat) - 男女別人口及び世帯数 －町丁・字等” (CSV). 2019年4月25日閲覧。
9. ↑  総務省統計局 (2014年5月30日). “平成12年国勢調査の調査結果(e-Stat) - 男女別人口及び世帯数 －町丁・字等” (CSV). 2019年4月25日閲覧。
10. ↑  総務省統計局 (2014年6月27日). “平成17年国勢調査の調査結果(e-Stat) - 男女別人口及び世帯数 －町丁・字等” (CSV). 2019年4月25日閲覧。
11. ↑  総務省統計局 (2012年1月20日). “平成22年国勢調査の調査結果(e-Stat) - 男女別人口及び世帯数 －町丁・字等” (CSV). 2019年4月25日閲覧。
12. ↑  “小・中学校の通学区域”.   幸田町. 2019年6月13日閲覧。
13. ↑  “郵便番号簿 2018年度版” (PDF).   日本郵便. 2019年6月10日閲覧。

### 書籍
1. 1 2 3 4  「角川日本地名大辞典」編纂委員会 1989, p. 1978.
2. ↑  『地名学選書 愛知県地名集覧（原題）明治十五年愛知県郡町村字名調』1932年愛知県教育会刊、日本地名学研究所（1969年5月30日）復刻、441頁。
3. 1 2 3 4 5 6 7 8 9 10 11  「角川日本地名大辞典」編纂委員会 1989, p. 542.